# Ribera del Alto Ebro
Ribera del Alto Ebro és una comarca de Navarra situada a la zona castellanoparlant de Navarra fronterera amb La Rioja que forma part de la merindad d'Estella. Té forma triangular i limita a l'oest amb Estella Occidental i Estella Oriental, a l'est amb la comarca de Tafalla i la Ribera Arga-Aragón, i al sud amb La Rioja. És formada pels municipis:
- Azagra
- San Adrián
- Andosilla
- Cárcar
- Sartaguda
- Lodosa
- Lerín
- Sesma
- Mendavia.